# Патуљаста ефедра
Патуљаста ефедра, позната и као вилина брада, метлина, коситерница или власац (лат. Ephedra distachya) врста је биљке из породице Ephedraceae висине од 25 до 50 центиметара.

## Распрострањеност
Ова биљка расте у јужној и централној Европи и деловима западне и централне Азије, од Португала до Казахстана. У Србији је откривена тек 2017. године у подножју Старе планине, у околини Књажевца, а на површини од око 200 km² побројано је мање од 70 јединки, па је популација ове биљке у Србији процењена као крајње угрожена, а на мали број јединки утичу зарастање станишта и сакупљање.

## Употреба
Патуљаста едерфа се користи за ублажавање акутних мишићних и реуматских болова, као стимуланс и као кардио тоник у ајурведи. Неки је повезују са легендарним напитком сомом, ритуалним пићем описаним у Авести и Ригведи.
Ефедрин, алкалоид, добија се из исушених грана и користи се као стимуланс, често за контролу астме. Из ове биљке га је изоловао Нагајоши Нагаи 1885. године, а сваки део патуљасте ефедре садржи око 3% ефедрина.

## Подврсте
- — централна и јужна Европа, југозападна и централна Азија

1. (C.A.Mey.) Asch. & Graebn. — Швајцарска, Француска, Италија, Словенија, Аустрија